# Fieberiella anategea
Fieberiella anategea är en insekt som beskrevs 1991 av Silke Meyer-Arndt. Arten ingår i släktet Fieberiella och familjen dvärgstritar. Den förekommer i Grekland och Turkiet och inga underarter finns listade i Catalogue of Life.